# Lerici
Pour les articles homonymes, voir Lerici (homonymie).

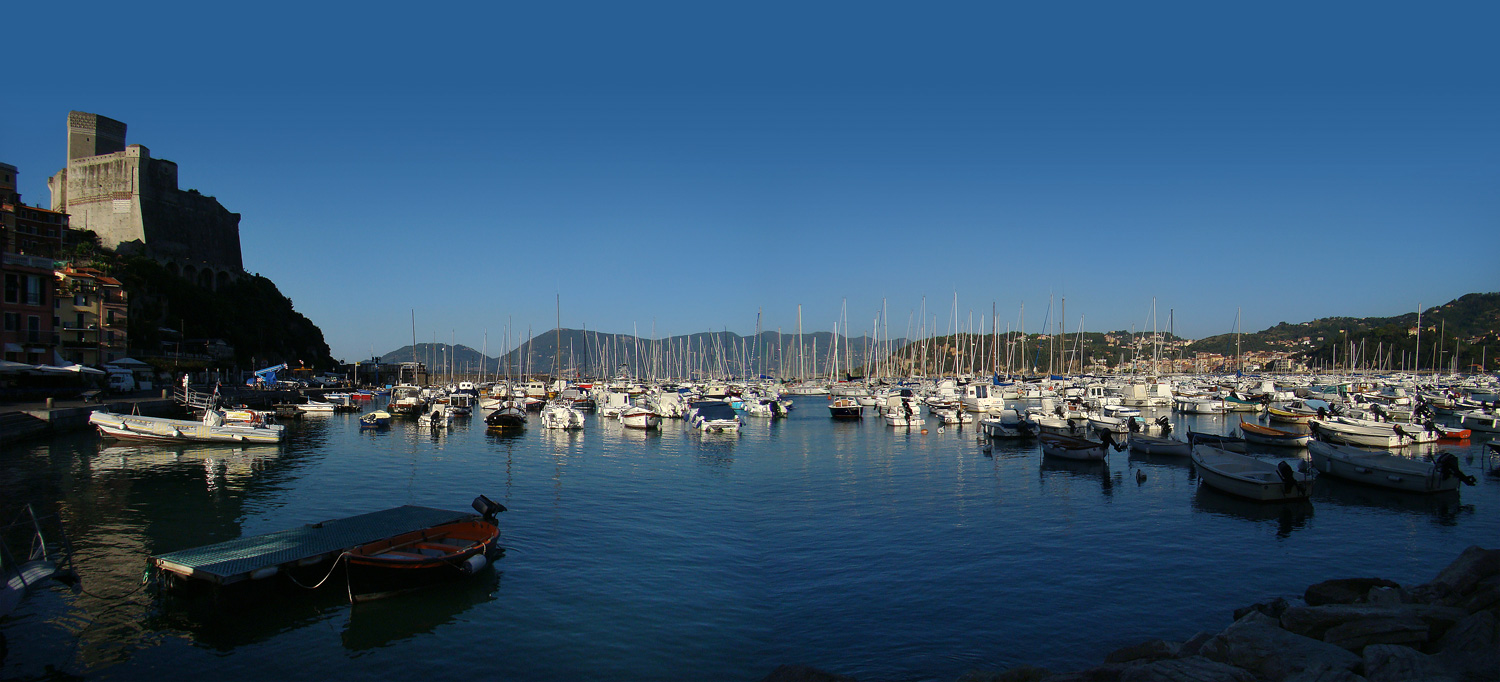

Lerici est une commune italienne d'environ 10 500 habitants située dans la province de La Spezia, dans la région Ligurie, dans le Nord-Ouest de l'Italie.

## Monuments et patrimoine
Lerici obtient en 2023 le label Meilleurs villages touristiques de l'Organisation mondiale du tourisme.

## Administration
| Période                                  | Période | Identité | Étiquette | Qualité |
| ---------------------------------------- | ------- | -------- | --------- | ------- |
|                                          |         |          |           |         |
| Les données manquantes sont à compléter. |         |          |           |         |

### Hameaux
San Terenzo, Tellaro, La Serra, Pugliola, Solaro, Muggiano, Pozzuolo, Venere Azzurra, Senato.

### Communes limitrophes
Ameglia, Arcola, La Spezia, Sarzana.

## Jumelages
- Mougins, qui compte parmi les cinq communes de la technopole de Sophia Antipolis.

## Personnalités
- Leopoldo Vaccà Berlinghieri (1768-1809), militaire et homme d'État italien, mort à Lerici.